# Нижний Танай
Нижний Танай — село в Дзержинском районе Красноярского края. Административный центр Нижнетанайского сельсовета.

## История
Деревня Нижний Танай была основана в 1726 году. По данным 1926 года в деревне имелось 61 хозяйство и проживало 324 человека (158 мужчин и 166 женщин). В национальном составе населения преобладали русские. Функционировала школа I ступени. В административном отношении деревня являлась центром Нижнетанайского сельсовета Рождественского района Канского округа Сибирского края.

## Население
| 2010 |
| ---- |
| 317  |